# Силовка
Силовка (укр. Силівка) — село, относится к Ивановскому району Одесской области Украины. Расположено на реке Овраг Дубовый.
Население по переписи 2001 года составляло 82 человека. Почтовый индекс — 67220. Телефонный код — 4854. Занимает площадь 0,338 км². Код КОАТУУ — 5121882004.

## Местный совет
67220, Одесская обл., Ивановский р-н, с. Конопляное, ул. 30-летия Победы, 70